# Cristeryssamena cristipennis
Cristeryssamena cristipennis är en skalbaggsart som först beskrevs av Stefan von Breuning 1963.  Cristeryssamena cristipennis ingår i släktet Cristeryssamena och familjen långhorningar.
Artens utbredningsområde är Laos. Inga underarter finns listade i Catalogue of Life.